# مجال مستقبلي طيفي زماني
يمثل المجال المستقبلي الطيفي الزماني أو المجال المستقبلي المكاني الزماني للخلية العصبية أنواع المحفزات التي تثير أو تثبط تلك الخلايا العصبية. يشير مصطلح "الطيفي الزماني" بشكل شائع إلى الاختبار، حيث تعتمد استجابة الخلايا العصبية على التردد مقابل الوقت، بينما تشير كلمة "مكانية زمانية" إلى الرؤية، حيث تعتمد استجابة الخلايا العصبية على الموقع المكاني مقابل الوقت. وبالتالي فهي ليست بالضبط نفس المفهوم، ولكن يشار إلى كلاهما باسم المجال المستقبلي الطيفي الزماني ويخدمان دوراً مشابهاً في تحليل الاستجابات العصبية.
إذا افترضنا الخطية، فيمكن نمذجة الخلية العصبية على أنها ذات معدل إطلاق متغير زمنياً يساوي طي المثير مع المجال المستقبلي الطيفي الزماني.

## مجالات مستقبلية طيفية زمانية سمعية
مثال المجال المستقبلي الطيفي الزماني هنا هو لخلية عصبية سمعية من المنطقة وسطي الذيلية لذكر عصفور حمار وحشي، عند لعبها بشكل عصفور محدد. يوضح لون هذا المخطط تأثير الصوت على هذه الخلية العصبية: تميل هذه الخلية العصبية إلى أن تكون محفزة بصوت من حوالي 2.5 كيلو هرتز إلى 7 كيلو هرتز يسمعها الحيوان قبل 12 مللي ثانية، ولكن تُثبط بواسطة الصوت في نفس نطاق التردد من حوالي 18 مللي ثانية.

## مجالات مستقبلية طيفية زمانية مرئية
انظر
- داريو ل. رينجاش الحقول الاستقبالية في القشرة البصرية الأولية لقرود المكاك البنية المكانية والتماثل للخلية البسيطة (2002).
- فان هاتيرين ورودرمان ينتج عن تحليل المكونات المستقلة لتسلسلات الصور الطبيعية مرشحات مكانية زمانية مشابهة للخلايا البسيطة في القشرة البصرية الأولية (2002).

### نماذج حسابية مثالية للمجالات المستقبلة السمعية
يمكن التعبير عن النظرية الحسابية للحقول الاستقبالية السمعية المبكرة من الحجج الفيزيائية والرياضية والإدراكية المعيارية، مما يسمح بالاشتقاق البديهي للحقول الاستقبالية السمعية على مرحلتين:
- المرحلة الأولى من الحقول الاستقبالية الزمنية المقابلة لنموذج القوقعة المثالي على غرار نافذة تحويل فورييه إما مع دوال غابور في حالة الوقت غير السببي أو دوال غاماتون المعممة بدلاً من ذلك دوال غاماتون لنموذج سببي زمني حقيقي لا يمكن فيه الوصول إلى المستقبل.
- طبقة ثانية من الحقول المستقبلة الطيفية الزمنية على غرار الدوال الغاوسية على المجال اللوغاريتمي الطيفي وإما حبات غاوسية بمرور الوقت في حالة الوقت غير السببي أو التكامل من الدرجة الأولى (حبات أسية مقطوعة) مقترنة في سلسلة في حالة العمليات السببية الزمنية.

يمكن تحديد هذه الأشكال من وظائف المجال المستقبلي في هذه النماذج بحكم الضرورة من الخصائص الهيكلية للبيئة جنباً إلى جنب مع المتطلبات المتعلقة بالبنية الداخلية للنظام السمعي لتمكين المعالجة النظرية الراسخة للإشارات الصوتية على مقاييس زمنية ولوغريتمية طيفية مختلفة.